# Tragopogon pratensis
Tragopogon pratensis is een kruidachtige plant uit de composietenfamilie (Asteraceae).
In België en Nederland komen twee ondersoorten voor:
- gele morgenster (Tragopogon pratensis subsp. pratensis)
- oosterse morgenster, (Tragopogon pratensis subsp. orientalis).

De oosterse morgenster staat op de Nederlandse Rode Lijst van planten als zeldzaam en sterk in aantal afgenomen.

## Kenmerken
De bladeren van de gele morgenster zijn grasachtig. Ze zijn onbehaard.
Het bloemhoofdje van deze plant sluit zich tegen de middag. De bloemsteel onder de hoofdjes is iets verdikt. De hoofdjes zijn alleenstaand en bloeien van mei tot juni. De enige bloemen die de plant draagt zijn gele lintbloemen. 
De plant draagt een nootje met gesteeld vruchtpluis. Als zodanig vormt zich een "pluizenbol".
Verschillen tussen de twee ondersoorten zijn:
- Gele morgenster: De acht of meer omwindselblaadjes kunnen buiten de bloem uitsteken, of zijn ongeveer even lang als de lintbloemen. De helmknoppen zijn geel, bruinachtig of bijna zwart.
- Oosterse morgenster: De goudgele of lichtgele lintbloemen zijn ongeveer tweemaal zo lang als de binnenste omwindselbladen. De helmknoppen zijn geel met een paarsbruine streep.

## Voorkomen
De gele morgenster komt voor langs wegen en in het weiland, op matig voedselrijke, grazige grond. In Nederland is de plant vrij algemeen, alleen in Drenthe is ze zeldzaam.
De oosterse morgenster komt voor op vochtige, voedselrijke grond in hooilanden en rivierdijken. Ze is zeldzaam in de Betuwe.

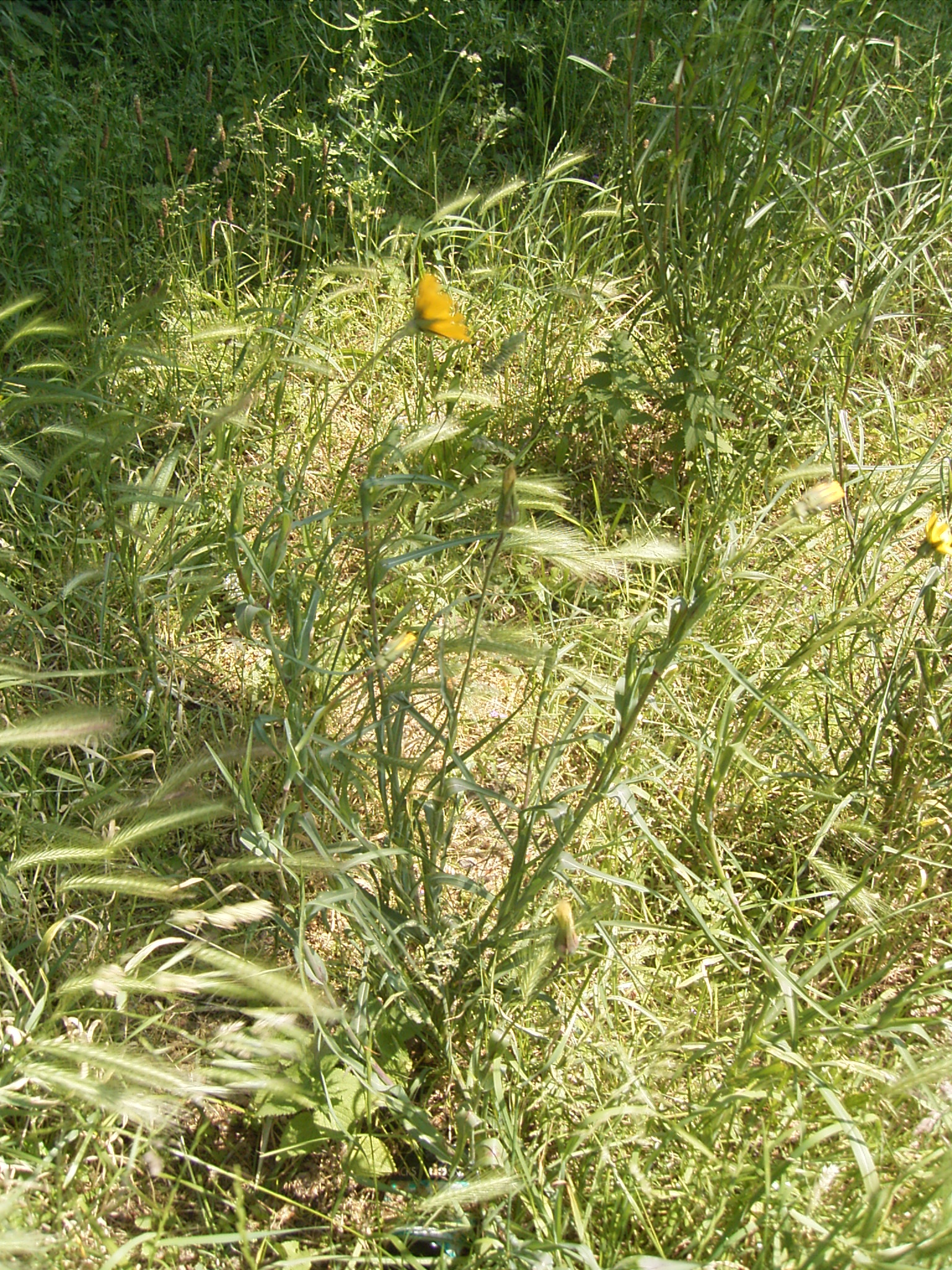
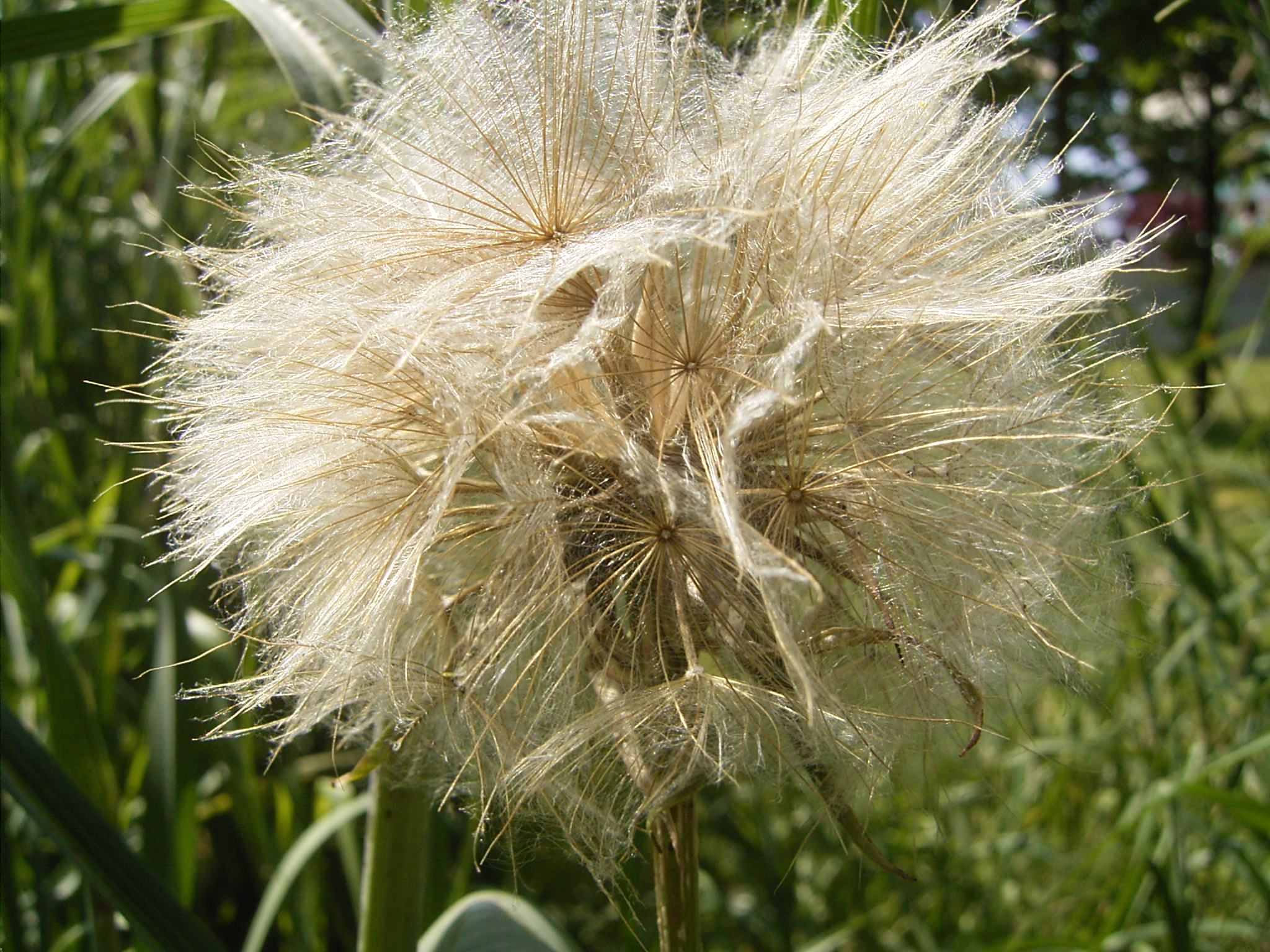
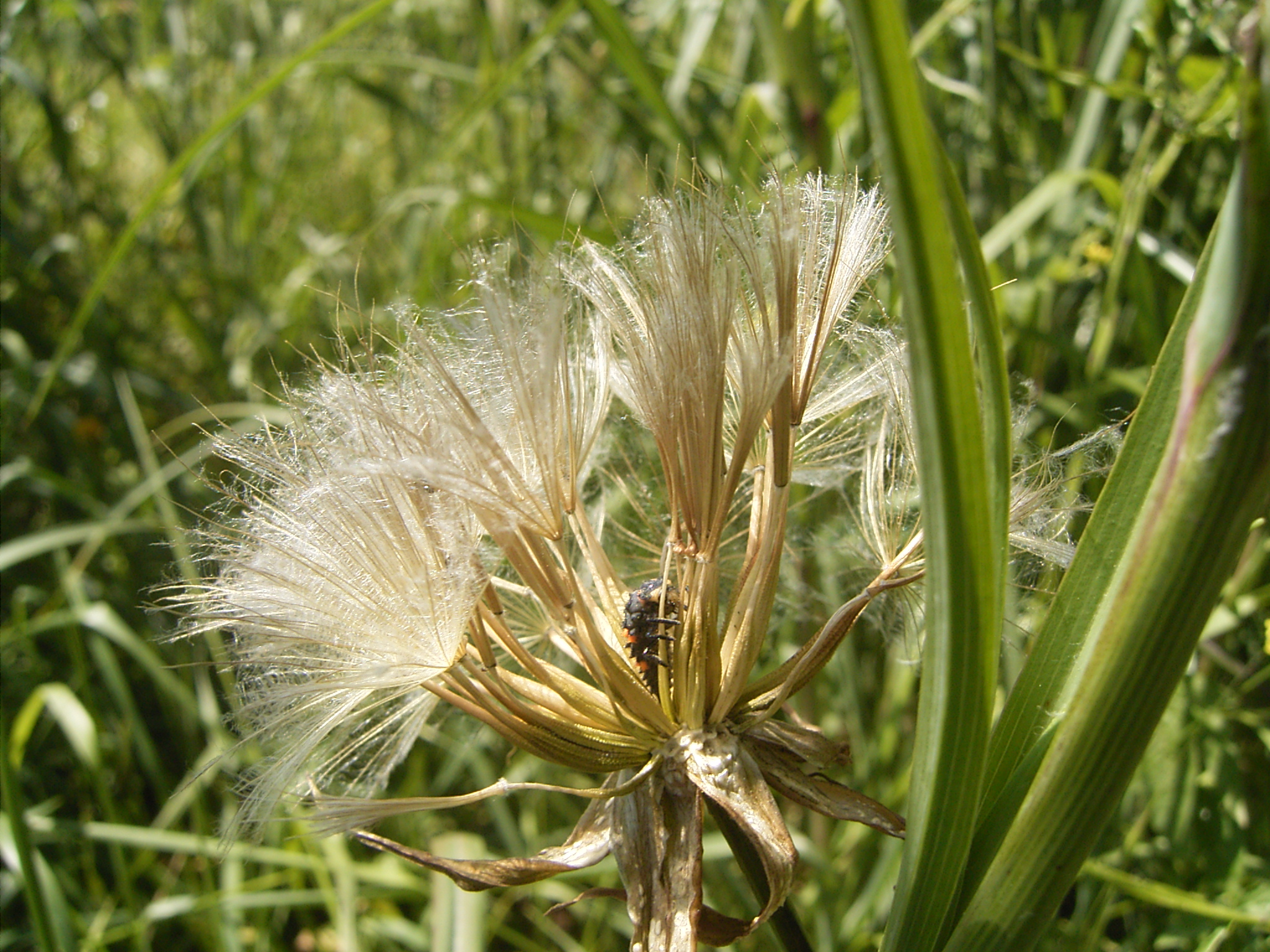
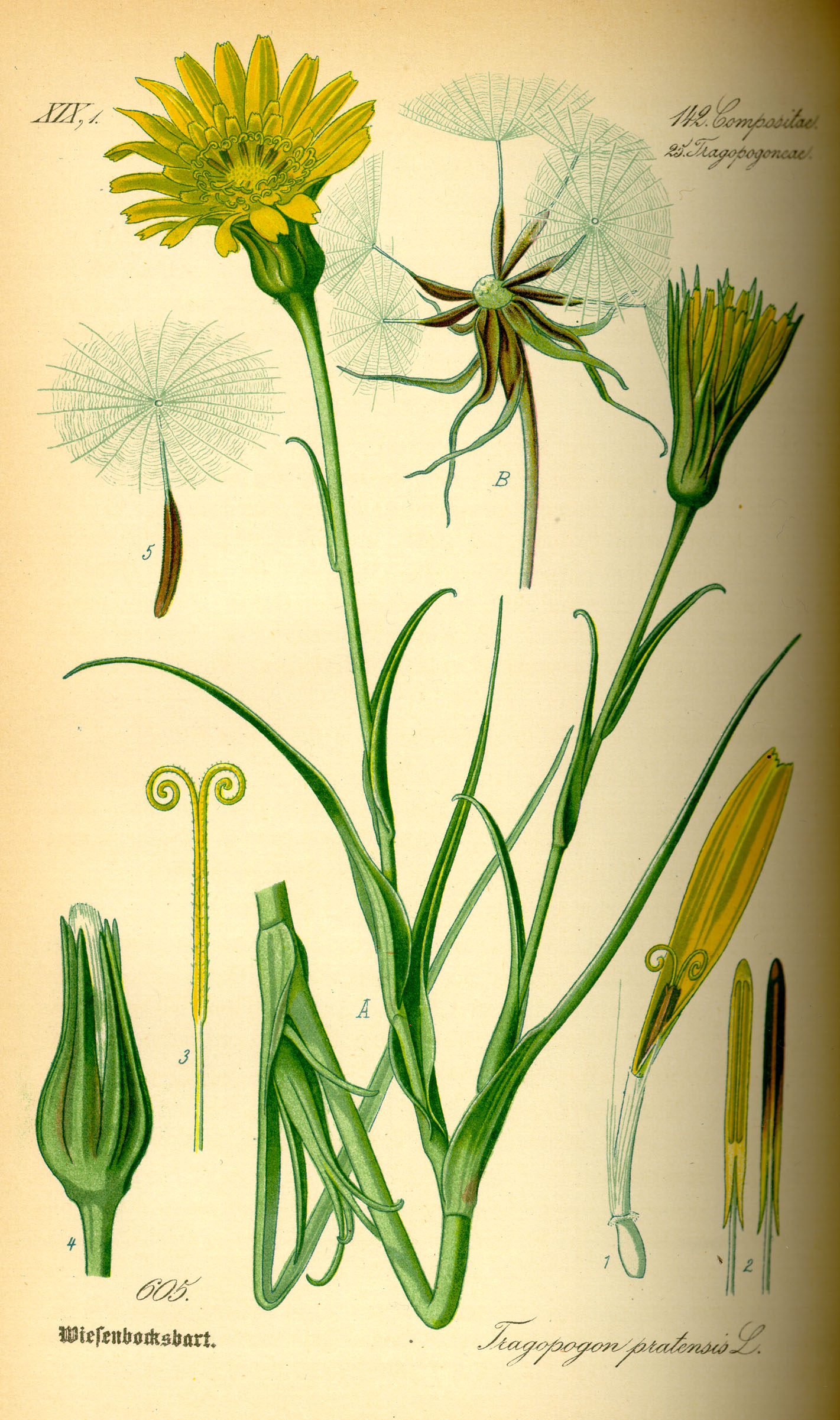
Gele morgenster